# Scaphosepalum
Scaphosepalum es un género que tiene asignada 69 especies de orquídeas, de la tribu Epidendreae perteneciente a la familia (Orchidaceae). 
El nombre del género se refiere a los sépalos fusionados que forman un saco.

## Hábitat
Se encuentran en los bosques nubosos desde Guatemala hasta Perú en alturas de 500 a 3000 m s. n. m.

## Descripción
Es un género de plantas epífitas de tamaño diminuto o medio con la inflorescencia lateral desde un anillo bajo sobre el  ramicaul, Las flores en racimo salen sucesivamente. Morfológicamente este género es similar a Masdevallia desde el cual muchas especies se han removido. Las flores son pequeñas y a menudo extienden pequeñas colas similares a las antenas de los insectos. Los pétalos son pequeños y carnosos. La columna es alada y fuertemente curvada conteniendo dos polinias.

## Especies
El género contiene 69 especies.
| - Scaphosepalum anchoriferum (Rchb. f.) Rolfe 1890 (Costa Rica; Panama) - Scaphosepalum andreettae Luer 1985 (Ecuador) - Scaphosepalum antenniferum Rolfe 1890 (Ecuador; Bolivia; Colombia; Perú) - Scaphosepalum beluosum Luer 1979 (Ecuador) - Scaphosepalum bicolor Luer & R. Escobar 1981 - Scaphosepalum bicristatum Luer 2002 (Colombia) - Scaphosepalum breve (Rchb. f.) Rolfe 1890 (Bolivia; Ecuador) - Scaphosepalum cimex Luer & Hirtz 1988 (Ecuador) - Scaphosepalum clavellatum Luer 1976 (Ecuador) - Scaphosepalum cloesii Luer 1998 (Ecuador) - Scaphosepalum dalstroemii Luer 1984 (Ecuador) - Scaphosepalum decorum Luer & R. Escobar 1982 - Scaphosepalum delhierroi Luer & Hirtz 1991 (Ecuador) - Scaphosepalum digitale Luer & Hirtz 1991 (Ecuador) - Scaphosepalum dodsonii Luer 1983 (Ecuador) - Scaphosepalum fimbriatum Luer & Hirtz 1988 (Ecuador) - Scaphosepalum gibberosum (Rchb. f.) Rolfe 1890 - Scaphosepalum globosum Luer & Hirtz 1998 (Ecuador) - Scaphosepalum grande Kraenzl. 1922 (Colombia) - Scaphosepalum hirtzii Luer 1980 (Ecuador) - Scaphosepalum jostii Luer 1998 (Ecuador) - Scaphosepalum lima (F. Lehm. & Kraenzl.) Schltr. 1920 (Colombia) - Scaphosepalum macrodactylum (Rchb. f.) Rolfe 1890 (Ecuador) - Scaphosepalum manningii Luer 1998 (Venezuela) - Scaphosepalum martineae Luer 1998 (Perú) - Scaphosepalum medinae Luer & J.J. Portilla 2000 (Ecuador) - Scaphosepalum merinoi Luer 2002 (Ecuador) - Scaphosepalum microdactylum Rolfe 1893 (Costa Rica; Honduras; Panama; México; Nicaragua; Ecuador) - Scaphosepalum odontochilum Kraenzl. 1925 (Colombia; Ecuador) - Scaphosepalum ophidion Luer 1981 (Ecuador) - Scaphosepalum ovulare Luer 1976 (Ecuador) - Scaphosepalum panduratum Luer & R. Escobar 1997 (Colombia) - Scaphosepalum parviflorum Luer & Hirtz 1992 (Ecuador) - Scaphosepalum pleurothallodes Luer & Hirtz 1992 (Ecuador) - Scaphosepalum portillae Luer 2002 (Ecuador) - Scaphosepalum pulvinare (Rchb. f.) Rolfe 1890 (Ecuador) - Scaphosepalum rapax Luer 1976 (Ecuador) - Scaphosepalum swertiifolium (Rchb. f.) Rolfe 1890 (Ecuador; Colombia) - Scaphosepalum swertiifolium subsp. exiguum Luer & R. Escobar (Ecuador) - Scaphosepalum swertiifolium subsp. swertiifolium - Scaphosepalum tiaratum Luer 1981 (Ecuador) - Scaphosepalum triceratops Luer & Andreetta 1988 (Ecuador) - Scaphosepalum ursinum Luer 1979 (Ecuador) - Scaphosepalum verrucosum (Rchb. f.) Pfitzer 1888 (Ecuador; Venezuela) : type species - Scaphosepalum viviparum Luer 1978 - Scaphosepalum xystra Luer 1988 |